# Визуализация на данни
Визуализация на данни (на английски: data visualization) включва създаването и изследването на визуалното представяне на данните. Основната цел на визуализацията на данните е да комуникира информацията по ясен и ефективен начин, използвайки статистически графики, диаграми и инфографики. Ефективната визуализация помага за представянето по достъпен, разбираем и използваем начин на комплексни данни. За потребителите може да е необходимо да извършат конкретни аналитични задачи с данните, като например сравнения или разбиране на причинно-следствени връзки и принципът, следван от дизайна на графиката, т.е. да подпомага сравненията или да показва каузалността, може да ги подпомогне в тези задачи. Таблиците като цяло се използват когато потребителите правят справки за конкретни измервания, докато различните видове диаграми се използват да се покажат взаимовръзки или тенденции (трендове) в данните на една или повече променливи.
Визуализацията на данни е част от анализа на данни и науката за данните. Според V. Friedman (2008), „основната цел на визуализацията на данните е да се комуникира информация по ясен ефективен начин със средствата на графиката. Това не означава, че визуализацията на данните трябва да изглежда скучно, за да върши работа или да е изключително сложна, за да изглежда красиво. За ефективното предаване на идеи, едновременно естетичният вид и функционалността трябва да вървят ръка за ръка, давайки поглед отвътре в разпилените и сложни данни, като комуникира ключовите аспекти от данните по по-интуитивен начин. При все това, дизайнерите често не успяват да постигнат баланс между форма и функционалност, създавайки великолепни визуализации, които не успяват да изпълнят основната си функция – да съобщават информацията“.